# Phare de Punta Carena
Le phare de Punta Carena (en italien : Faro di Punta Carena) est un phare actif situé à l'extrémité sud-ouest de l'île de Capri et faisant partie du territoire de la commune d'Anacapri (Ville métropolitaine de Naples), dans la région de Campanie en Italie. Il est géré par la Marina Militare de Naples.

## Histoire
La construction du phare a commencé en 1862 selon les plans qui avaient été préparés avant l'unification italienne par le royaume des Deux-Siciles. Il a été mis en service en 1867 et a été modernisé en 1940. C'est l'un des plus grands phares d'Italie en termes de hauteur et de puissance lumineuse, après le phare de Gênes.
Le phare se trouve à 2,5 kilomètres au sud-ouest du centre d'Anacapri, sur un promontoire nommé Punta Carena de près de 50 m de haut, devant un impressionnant paysage rocheux. La maison, au plan d'étage rectangulaire et au toit en terrasse avec une rambarde blanche, est de couleur rouge. Un escalier en colimaçon de 132 marches mène de l’intérieur du phare à la hauteur de la galerie, à laquelle on accède par une porte de fer donnant à la lanterne ronde de 3 m de diamètre.
Il est entièrement automatisé et alimenté par le réseau électrique.

## Description
Le phare  est une tour octogonale de 28 m de haut, avec galerie et lanterne, montée sur une maison de gardien de deux étages. La tour est blanche et rouge et le dôme de la lanterne est gris métallique. Utilisant toujours sa lentille de Fresnel d'origine il émet, à une hauteur focale de 73 m, un éclat blanc de 0,2 seconde par période de 3 secondes. Sa portée est de 25 milles nautiques (environ 46 km) pour le feu principal et 18 milles nautiques (environ 33 km) pour le feu de veille.
Identifiant : ARLHS : ITA-124 ; EF-2612 - Amirauté : E1706 - NGA : 9572 .

## Caractéristiques dufeu maritime
Fréquence : 3 secondes (W)
- Lumière : 0,2 seconde
- Obscurité : 2,8 secondes

|                |
| Baie de Naples |

|              |
| Île de Capri |

|              |
| Punta Carena |

|          |
| Le phare |

### Lien connexe
- Liste des phares de l'Italie